# Campionati europei under 23 di slittino 2020
I Campionati europei under 23 di slittino 2020 sono stati l'edizione inaugurale della rassegna continentale under 23, manifestazione organizzata dalla Federazione Internazionale Slittino. Si sono disputati il 18 e il 19 gennaio 2020 a Lillehammer, in Norvegia, sulla pista Olimpica di Lillehammer, all'interno della gara senior che ha assegnato il titolo europeo assoluto 2020. Sono state disputate gare in tre differenti specialità: nel singolo uomini, nel singolo donne e nel doppio.

## Risultati

### Singolo donne
La gara è stata disputata il 18 gennaio nell'arco di due manches e hanno preso parte alla competizione 18 atlete in rappresentanza di 13 differenti nazioni; il titolo è stato vinto dall'austriaca Madeleine Egle, davanti alle atlete tedesche Jessica Tiebel, medaglia d'argento, e Anna Berreiter, bronzo.
| Pos. | Atlete             | Nazione  | Tempo    | Distacco |
| ---- | ------------------ | -------- | -------- | -------- |
|      | Madeleine Egle     | Austria  | 1'35"861 |          |
|      | Jessica Tiebel     | Germania | 1'36"282 | +0"421   |
|      | Anna Berreiter     | Germania | 1'36"616 | +0"755   |
| 4    | Natalie Maag       | Svizzera | 1'36"722 | +0"861   |
| 5    | Nina Zöggeler      | Italia   | 1'36"864 | +1"003   |
| 6    | Marion Oberhofer   | Italia   | 1'37"010 | +1"149   |
| 7    | Elīna Ieva Vītola  | Lettonia | 1'37"100 | +1"239   |
| 8    | Vilde Tangnes      | Norvegia | 1'37"140 | +1"279   |
| 9    | Cheyenne Rosenthal | Germania | 1'37"225 | +1"364   |
| 10   | Olesja Michajlenko | Russia   | 1'37"600 | +1"739   |

### Singolo uomini
La gara è stata disputata il 19 gennaio nell'arco di due manches e hanno preso parte alla competizione 16 atleti in rappresentanza di 11 differenti nazioni; il titolo è stato vinto dal lettone Kristers Aparjods, davanti all'austriaco Jonas Müller, medaglia d'argento, e al tedesco Max Langenhan, bronzo.
| Pos. | Atleti            | Nazione   | Tempo                               | Distacco                            |
| ---- | ----------------- | --------- | ----------------------------------- | ----------------------------------- |
|      | Kristers Aparjods | Lettonia  | 1'38"624                            |                                     |
|      | Jonas Müller      | Austria   | 1'38"706                            | +0"082                              |
|      | Max Langenhan     | Germania  | 1'38"753                            | +0"129                              |
| 4    | Nico Gleirscher   | Austria   | 1'39"027                            | +0"403                              |
| 5    | Svante Kohala     | Svezia    | 1'40"046                            | +1"422                              |
| 6    | Leon Felderer     | Italia    | 1'41"152                            | +2"528                              |
| 7    | Aleksander Melaas | Norvegia  | Non qualificatisi nella Nations Cup | Non qualificatisi nella Nations Cup |
| 8    | Jan Cezik         | Rep. Ceca | Non qualificatisi nella Nations Cup | Non qualificatisi nella Nations Cup |
| 9    | Lukas Gufler      | Italia    | Non qualificatisi nella Nations Cup | Non qualificatisi nella Nations Cup |
| 10   | Kacper Tarnawski  | Polonia   | Non qualificatisi nella Nations Cup | Non qualificatisi nella Nations Cup |

### Doppio
La gara è stata disputata il 18 gennaio nell'arco di due manches e hanno preso parte alla competizione 12 atleti in rappresentanza di 5 differenti nazioni; il titolo è stato vinto dagli italiani Ivan Nagler e Fabian Malleier, davanti ai russi Vsevolod Kaškin, medaglia d'argento, e Konstantin Koršunov e agli ucraini Ihor Stachiv e Andrij Lysec'kyj, bronzo.
| Pos. | Atleti                              | Nazione    | Tempo    | Distacco |
| ---- | ----------------------------------- | ---------- | -------- | -------- |
|      | Ivan Nagler Fabian Malleier         | Italia     | 1'35"862 |          |
|      | Vsevolod Kaškin Konstantin Koršunov | Russia     | 1'36"302 | +0"440   |
|      | Ihor Stachiv Andrij Lysec'kyj       | Ucraina    | 1'37"600 | +1"738   |
| 4    | Ihor Hoi Myroslav Levkovyč          | Ucraina    | 1'38"254 | +2"392   |
| 5    | Filip Vejdělek Zdeněk Pěkný         | Rep. Ceca  | 1'38"875 | +3"013   |
| -    | Tomáš Vaverčák Matej Zmij           | Slovacchia | DNF      | -        |

## Medagliere
| Pos.   | Nazione  | Oro | Argento | Bronzo | Totale |
| ------ | -------- | --- | ------- | ------ | ------ |
| 1      | Austria  | 1   | 1       | 0      | 2      |
| 2      | Italia   | 1   | 0       | 0      | 1      |
| 2      | Lettonia | 1   | 0       | 0      | 1      |
| 4      | Germania | 0   | 1       | 2      | 3      |
| 5      | Russia   | 0   | 1       | 0      | 1      |
| 6      | Ucraina  | 0   | 0       | 1      | 1      |
| Totale | Totale   | 3   | 3       | 3      | 9      |